# Liste der Nummer-eins-Hits in Deutschland (1970)
Diese Liste enthält alle Nummer-eins-Hits in Deutschland im Jahr 1970. Es gab in diesem Jahr zehn Nummer-eins-Singles und sieben Nummer-eins-Alben.
| Singles | Alben |
| --- | --- |
| - Roy Black: Dein schönstes Geschenk - 2 Monate (1. Januar – 28. Februar) - Led Zeppelin: Whole Lotta Love - 2 Monate (1. März – 30. April) - Soulful Dynamics: Mademoiselle Ninette - ½ Monat (1. Mai – 14. Mai) - Frijid Pink: House of the Rising Sun - ½ Monat (15. Mai – 31. Mai) - Peter Maffay: Du - ½ Monat (1. Juni – 14. Juni) - Norman Greenbaum: Spirit in the Sky - ½ Monat (15. Juni – 30. Juni) - Simon & Garfunkel: El Condor Pasa (If I Could) - 1½ Monate (1. Juli – 14. August) - Mungo Jerry: In the Summertime - 1½ Monate (15. August – 30. September) - Miguel Ríos: A Song of Joy - 2½ Monate (1. Oktober – 14. Dezember, insgesamt 15 Wochen; → 1971) - Black Sabbath: Paranoid - ½ Monat (15. Dezember – 31. Dezember) | - James Last – Non Stop Dancing 9 - 1 Monat (15. Dezember 1969 – 14. Januar 1970, insgesamt 3 Monate) - The Beatles – Abbey Road - 1 Monat (15. Januar – 14. Februar, insgesamt 2 Monate; → 1969) - James Last – Non Stop Dancing 9 - 2 Monate (15. Februar – 14. April, insgesamt 3 Monate) - Led Zeppelin – Led Zeppelin II - 2 Monate (15. April – 14. Mai) - James Last – Non Stop Dancing 10 - 1 Monat (15. Mai – 14. Juni) - Simon & Garfunkel – Bridge over Troubled Water - 4 Monate (15. Juni – 14. Oktober) - Deep Purple – Deep Purple in Rock - 3 Monate (15. Oktober 1970 – 14. Januar 1971) |

## Jahreshitparade
1. Simon & Garfunkel – El Condor Pasa (If I Could)
2. Peter Maffay – Du
3. Soulful Dynamics – Mademoiselle Ninette
4. Roy Black – Dein schönstes Geschenk
5. Mungo Jerry – In the Summertime
6. The Beatles – Let It Be
7. Simon & Garfunkel – Cecilia
8. Miguel Ríos – A Song of Joy
9. Christie – Yellow River
10. Frijid Pink – House of the Rising Sun